# Moschee von Zhuxian

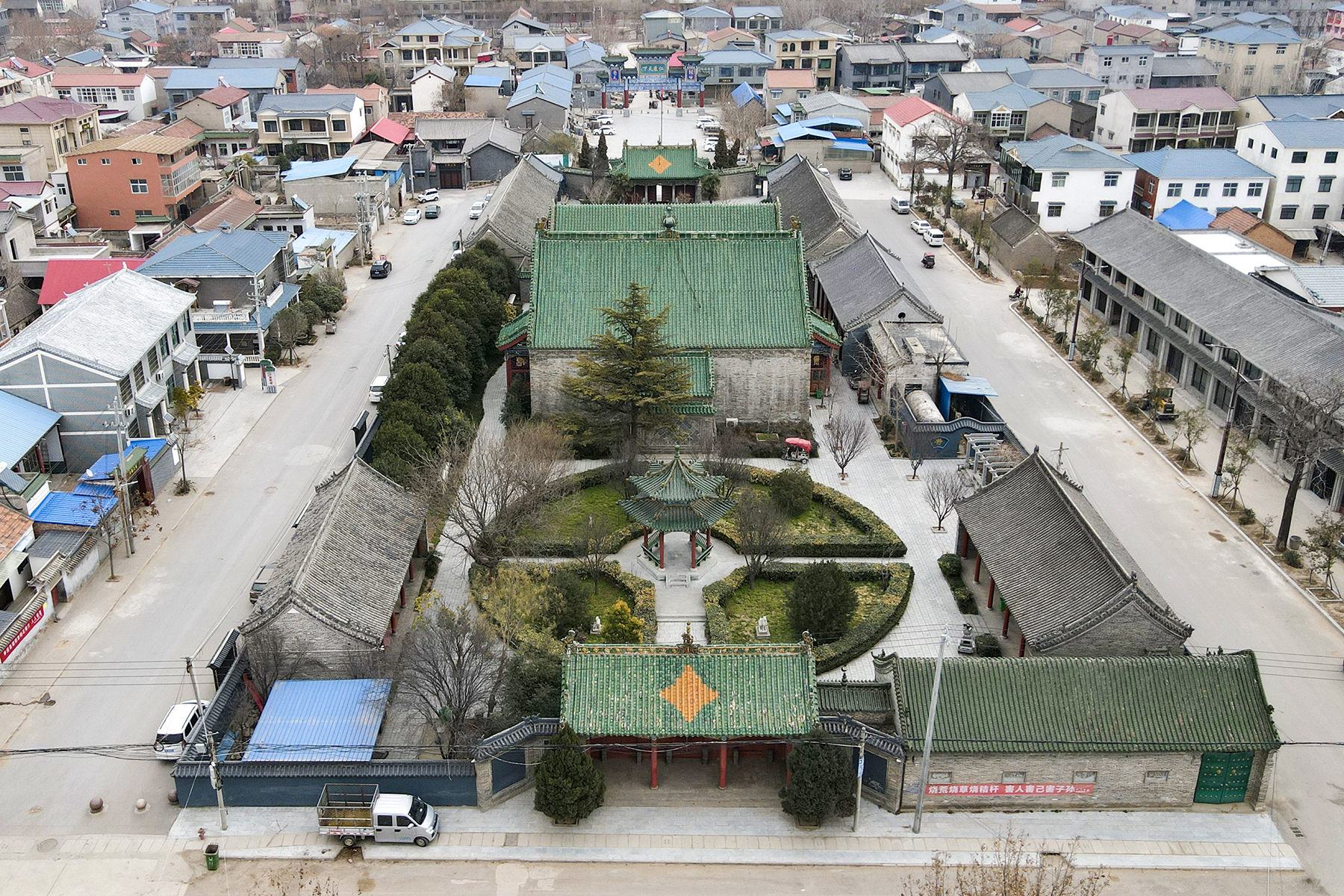
Moschee von Zhuxian (2023)

Die Moschee in der Großgemeinde Zhuxian (chinesisch 朱仙镇清真寺, Pinyin Zhūxiān zhèn qīngzhēnsì) in der Stadt Kaifeng der chinesischen Provinz Henan ist die größte Moschee von Kaifeng. Sie wurde in der Zeit der Ming-Dynastie erbaut und in der Zeit der Qing-Dynastie (1737) wieder aufgebaut.
Die Moschee steht seit 2006 auf der Liste der Denkmäler der Volksrepublik China (6–653).
Koordinaten: 34° 36′ 25″ N, 114° 15′ 30,6″ O